# 羊頭長頜魚
羊頭長頜魚（学名：Mormyrus ovis），為輻鰭魚綱骨舌魚目象鼻魚科長頜魚屬的其中一種，該物種主要分布於非洲剛果河上游流域，體長可達29公分。